# Carros 2
Carros 2  (no original em inglês Cars 2) é um filme de animação digital estadunidense dos gêneros comédia de espionagem, ação e aventura de 2011 produzido pela Pixar Animation Studios e distribuído pela Walt Disney Pictures. É a sequência de Carros (2006), sendo o segundo filme da franquia homônima e o 12º longa de animação da Pixar. O filme foi dirigido por John Lasseter (em sua última atuação como diretor de um filme do estúdio até o momento), codirigido por Brad Lewis, produzido por Denise Ream e escrito por Ben Queen, Lasseter, Lewis e Dan Fogelman. No elenco de dublagem original do filme, Owen Wilson, Larry the Cable Guy, Tony Shalhoub, Guido Quaroni, Bonnie Hunt e John Ratzenberger reprisam seus papéis do primeiro filme. George Carlin, que anteriormente dublou a Kombi Fillmore, morreu em 2008, o que fez com que seu papel fosse repassado para Lloyd Sherr. O elenco de retorno é acompanhado por Michael Caine, Emily Mortimer, John Turturro, Eddie Izzard e Thomas Kretschmann, que dublam os novos personagens apresentados neste filme.
Carros 2 foi anunciado pela primeira vez em abril de 2008 com uma data de lançamento provisória para 2012, tornando Carros o segundo filme da Pixar a gerar uma sequência depois de Toy Story (1995), além de se tornar uma franquia. Lasseter foi confirmado para retornar como diretor, enquanto Lewis foi designado como codiretor em junho de 2010. A história do filme foi concebida por Lasseter enquanto ele viajava pelo mundo promovendo o primeiro filme. Michael Giacchino compôs a trilha sonora do filme, com artistas como Weezer, Robbie Williams, Brad Paisley e Bénabar contribuindo com as faixas musicais para o filme. Foi o último filme da Pixar animado com seu antigo sistema de software, Marionette, antes de ser oficialmente substituído pelo programa Presto em 2012. Com um orçamento estimado em US$ 200 milhões, Carros 2 é um dos filmes de animação mais caros já feitos na história.
O filme estreou no El Capitan Theatre em Los Angeles em 18 de junho de 2011 e foi lançado amplamente nos Estados Unidos em 24 de junho, nos formatos Disney Digital 3-D e IMAX 3D, bem como nos seus respectivos formatos tradicionais bidimensionais. Apesar de receber críticas mistas dos críticos, Carros 2 continuou a sequência de sucesso de bilheteria da Pixar, arrecadando mais de US$ 559 milhões em todo o mundo, tornando-se o décimo filme de maior bilheteria de 2011 e o filme de maior bilheteria da trilogia Carros. Foi indicado para o prêmio de Melhor Longa-Metragem de Animação durante a 69ª cerimônia do Globo de Ouro, mas perdeu para The Adventures of Tintin. Uma sequência, Carros 3, foi lançada em 16 de junho de 2017.

## Enredo
O filme começa com um espião britânico chamado Finn McMissil e seu companheiro, o barco Crabby em uma plataforma de petróleo "habitada" em uma missão para descobrir o que um cientista alemão do mal chamado Zündapp está planejando, mas é descoberto e forçado a fugir antes que ele possa encontrar mais detalhes. Enquanto isso, depois de vencer a Copa Pistão pela quarta vez, Relâmpago McQueen volta a Radiator Springs e reencontra seu melhor amigo Mate. Enquanto vê o anúncio do primeiro Grand Prix Mundial patrocinado pelo ex-magnata do petróleo Miles Eixo de Roda para promover seu novo combustível renovável, Allinol, Mate se enfurece quando o carro de F1 italiano Francesco Bernoulli se gaba de como ele é muito mais rápido de McQueen, fazendo Mate entrar em contato com o estúdio de TV por telefone para confrontá-lo. McQueen intervém e aceita o desafio de Bernoulli para correr contra ele no Grand Prix.
Por sugestão da namorada de McQueen, Sally, Mate viaja com ele para Tóquio, Japão para a primeira etapa do Grand Prix, mas no evento inaugural, Mate confunde wasabi com sorvete e aparentemente vaza óleo na frente de todos, deixando McQueen muito constrangido. Enquanto isso, McMissil e sua companheira Holley Caixadibrita se encontram para fazer contato com o espião americano Rod "Torque" Redline, que tem informações sobre a identidade superior de Zündapp, até então um carro com um motor misterioso. O agente é confrontado por agentes do Professor Z, Grem e Acer. Mas ele consegue prender o dispositivo em Mate antes de ser capturado e morto por uma câmera que gera um pulso eletromagnético contra carros que utilizam Allinol. Finn e Holley entram em contato com Mate, mas ele sem entender pensa que Holley gosta dele e marca um "encontro". Quando a corrida começa, Finn e Holley descobrem dezenas de capangas do Professor infiltrados na corrida indo atrás de Mate. Holley então fala por rádio com Mate para que ele fuja. Durante a corrida, os capangas do Professor Z usam a câmera contra alguns dos competidores, fazendo eles abandonarem a corrida. Na volta final, Mate acidentalmente atrapalha McQueen, fazendo ele perder a corrida para Francesco. Zangado com o comportamento vergonhoso de Mate, bem como causando a perda da corrida, McQueen tem uma briga com Mate e este decide voltar para Radiator Springs, onde ele é pego por Finn (que ainda acredita que Mate é um espião americano) e convocado para frustrar o plano do Professor Z. Finn, Holley e Mate viajam à Paris para se encontrar com Tomber, um carro de 3 rodas que vende peças. Tomber conta que vendeu peças para o chefe dos tranqueiras, mas não sabe quem é ele, pois só faz negócios com ele via telefone. Ele também revela que os tranqueiras tem uma reunião marcada em Porto Corsa (Itália), local da segunda etapa do Gran Prix.
Na Itália, onde a segunda etapa do Grand Prix está sendo realizada, Mate consegue se infiltrar uma das reuniões dos criminosos disfarçado de outro caminhão de reboque. Ele acha que a cadeia misteriosa de acidentes ocorridos durante as corridas é parte de um plano para desacreditar a Allinol e garantir que todos os carros continuem usando o combustível convencional para garantir os lucros de sua organização, que conseguiu assegurar maior dos recursos do petróleo inexploradas do mundo. McQueen vence a corrida, mas a corrida é marcada por um acidente gravíssimo envolvendo a maioria dos pilotos, causados pela câmera dos tranqueiras. Sob forte pressão, Eixo de Roda mantém a corrida final em Londres, mas não exige o uso do Allinol, embora McQueen continue confiando no combustível e decidindo utilizá-lo. Os criminosos então decidem matar McQueen na próxima corrida. Mate revela-se por acidente e corre para avisar o amigo, mas é capturado junto com McMissil e Holley antes de ser capaz de fazê-lo.
Mate acorda amarrado dentro do "Big Bentley" em Londres juntamente com os dois espiões, a poucos minutos de ser esmagado por suas engrenagens. A última corrida começa e os criminosos usam o dispositivo de radiação sobre McQueen, mas por algum motivo, não acontece nada. Mate descobre que uma bomba foi colocada no pit-stop de Relâmpago, conseguindo escapar para avisar seus amigos. Logo depois, Finn e Holley escapam, mas descobrem que a bomba está realmente dentro do filtro de ar de Mate. Eles avisam-no sobre a bomba apenas quando ele está prestes a se juntar aos demais, e foge para protegê-los. Sem entender o que está acontecendo, McQueen vai atrás de Mate tentando se desculpar. Até que McQueen alcança-o, enganchando o eixo de sua roda no gancho de Mate e este aciona os foguetes para evitar danos a ele.
Zündapp descobre que o dispositivo da bomba estava fora do alcance do sinal (por causa dos foguetes do guincho) e então tenta detonar a bomba a todo custo. Ele então envia seus capangas para destruí-los, mas são derrotados pelos esforços combinados de McMissil, Holley, e os moradores de Radiator Springs (Xerife, Ruivo, Sally, Ramone, McQueen, Mate, Flo, Guido, Luigi, Sargento e Fillmore). Holley ordena que Zündapp desative a bomba em Mate, e este faz o que lhe foi ordenado. Mas não dá certo. O Professor alega que só quem instalou ele é capaz de fazê-lo por meio de um comando de voz. Mate, em seguida, descobre que o verdadeiro mandante por trás dos criminosos é Miles Eixo de Roda cujo objetivo era fazer o mundo abandonar o uso de todos os combustíveis alternativos em favor das reservas de petróleo em seu poder. Miles acaba confirmando a suspeita de Mate quando ele é confrontado por ele e forçado a desativar a bomba. Depois, Mate abre o capô de Miles e isso revela o motor misterioso da foto de Holley. Por parar os planos de Eixo de Roda, Mate é nomeado Sir Tom Mate pela Rainha Elizabeth II e volta para casa com seus amigos, onde os carros da corrida decidem participar de um campeonato em Radiator Springs. É revelado também que o Sargento substituiu o Allinol no pit-stop pela mistura de combustível orgânica, explicando porque a câmera não funcionou em McQueen. Os corredores do Grand Prix Mundial vêm a cidade para participar do "Grand Prix de Radiator Springs", Finn e Holley fazem uma visita a Mate e o convidam para se juntar a eles em outra missão secreta, mas ele recusa, afirmando que está no lugar que ele deveria estar.

## Elenco
- Larry the Cable Guy como Tom Mate. Em Portugal, José Raposo.[4]
- Owen Wilson como Relâmpago McQueen(pt-BR) ou Faísca McQueen(pt-PT?). Em Portugal, Pedro Granger.[4]
- Michael Caine como Finn McMíssil. Em Portugal, Nuno Markl.[4]
- Emily Mortimer como Holley Caixadibrita(pt-BR) ou Holley Shiftwell(pt-PT?).
- Eddie Izzard como Sir Miles Eixoderroda(pt-BR) ou Sir Miles Axlerod(pt-PT?).
- John Turturro como Francesco Bernoulli. Em Portugal, António Machado Duro.[4]
- Brent Musburger como Brent Mustangburger. No Brasil, Luciano do Valle.
- Joe Mantegna como Grem.
- Thomas Kretschmann como Professor Z.
- Peter Jacobson como Acer.
- Bonnie Hunt como Sally.
- John Ratzenberger como Mack.
- Darrell Waltrip como Darrell Cartrip.
- Franco Nero como Tio Topolino.
- Vanessa Redgrave como Mama Topolino.
- David Hobbs como David Hobbscap.
- Patrick Walker como Mel Dorado.
- Tony Shalhoub como Luigi.
- Lloyd Sherr como Fillmore.
- Paul Dooley como Sargento.
- Cheech Marin como Ramon.
- Jenifer Lewis como Flor.
- Jeff Garlin como Otis.
- Michel Michelis como Tombador(pt-BR) ou Tomber(pt-PT?).
- Guido Quaroni como Guido.
- Cláudia Leitte como Carla Veloso.
- Lewis Hamilton como ele mesmo. Em Portugal, Tiago Monteiro.[4]
- Brad Lewis como Tubbs Pacer.

## Produção

### Desenvolvimento
Carros (2006), foi o segundo filme da Pixar a originar uma sequência depois de Toy Story (de 1995, que teve sua primeira continuação em 1999). John Lasseter, o diretor do primeiro filme (assim como dos dois primeiros filmes da saga Toy Story), afirmou que concebeu a história da sequência enquanto viajava pelo mundo promovendo o primeiro filme. Ele disse:
| “ | Enquanto viajava só pensava "O que é que o Mate faria nesta situação?" Eu conseguia imaginá-lo a conduzir no lado errado da estrada na Inglaterra, aos círculos em Paris, numa auto-estrada na Alemanha, lidar com vespas na Itália e a tentar perceber os sinais de trânsito no Japão. | ” |

Em abril de 2008, a Pixar revelou seu mais novo programa de animação, com Carros 2 programado para ter um lançamento no verão de 2012. Brad Lewis, que atuou como produtor em Ratatouille, foi anunciado como diretor do filme. No entanto, em junho de 2010, foi anunciado que Lasseter havia sido designado como diretor principal, empurrando Lewis para o cargo de codiretor.
Em 2009, a Disney registrou vários nomes de domínio, sugerindo ao público que o título e o tema do filme seriam relacionados a um "Grande Prêmio Mundial". Em novembro de 2010, a sinopse do filme foi anunciada, revelando o enredo das corridas de espionagem, junto com uma imagem inicial e um pôster oficial.
Em março de 2011, Jake Mandeville-Anthony, um roteirista do Reino Unido, processou a Disney e a Pixar alegando violação de direitos autorais e quebra de contrato implícito. Na sua queixa, ele alegou que tanto o filme original quanto a sequência se baseiam em parte no trabalho que ele apresentou ao estúdio no início dos anos 1990 e pediu uma liminar para impedir o lançamento de Carros 2, alegando danos morais. Em 13 de maio de 2011, a Disney respondeu ao processo, negando "todas e cada uma das reivindicações legais do requerente relativas à suposta violação de direitos autorais e semelhança substancial das respectivas obras das partes". Em 27 de julho de 2011, a ação foi julgada improcedente por uma juíza do tribunal distrital que, em sua decisão, escreveu que os "réus demonstraram suficientemente que os respectivos trabalhos das partes não são substancialmente semelhantes em seus elementos protegíveis por uma questão de lei".

## Trilha sonora
A trilha sonora do filme foi lançada em CD e download digital em 14 de junho de 2011. Carros 2 foi o quarto filme da Pixar a contar com trilha sonora de Michael Giacchino após The Incredibles, Ratatouille e Up. Foi também o primeiro e único filme da Pixar dirigido por John Lasseter a não ter a trilha sonora composta por Randy Newman, que fez a trilha sonora do primeiro e terceiro filme da franquia Carros.

Todas as músicas compostas por Michael Giacchino, except where noted.
| Cars 2 (Original Motion Picture Soundtrack) track listing |                                             |                  |         |  |
| N.º                                                       | Título                                      | Artist(s)        | Duração |  |
| 1.                                                        | "You Might Think" (Cover de The Cars)       | Weezer           | 3:07    |  |
| 2.                                                        | "Collision of Worlds"                       | Williams Paisley | 3:36    |  |
| 3.                                                        | "Mon Cœur Fait Vroum (My Heart Goes Vroom)" | Bénabar          | 2:49    |  |
| 4.                                                        | "Nobody's Fool"                             | Paisley          | 4:17    |  |
| 5.                                                        | "Polyrhythm"                                | Perfume          | 4:09    |  |
| 6.                                                        | "Turbo Transmission"                        |                  | 0:52    |  |
| 7.                                                        | "It's Finn McMissile!"                      |                  | 5:54    |  |
| 8.                                                        | "Mater the Waiter"                          |                  | 0:43    |  |
| 9.                                                        | "Radiator Reunion"                          |                  | 1:40    |  |
| 10.                                                       | "Cranking Up the Heat"                      |                  | 1:59    |  |
| 11.                                                       | "Towkyo Takeout"                            |                  | 5:40    |  |
| 12.                                                       | "Tarmac the Magnificent"                    |                  | 3:27    |  |
| 13.                                                       | "Whose Engine Is This?"                     |                  | 1:22    |  |
| 14.                                                       | "History's Biggest Loser Cars"              |                  | 2:26    |  |
| 15.                                                       | "Mater of Disguise"                         |                  | 0:48    |  |
| 16.                                                       | "Porto Corsa"                               |                  | 2:55    |  |
| 17.                                                       | "The Lemon Pledge"                          |                  | 2:13    |  |
| 18.                                                       | "Mater's Getaway"                           |                  | 0:59    |  |
| 19.                                                       | "Mater Warns McQueen"                       |                  | 1:31    |  |
| 20.                                                       | "Going to the Backup Plan"                  |                  | 2:24    |  |
| 21.                                                       | "Mater's the Bomb"                          |                  | 3:17    |  |
| 22.                                                       | "Blunder and Lightning"                     |                  | 2:17    |  |
| 23.                                                       | "The Other Shoot"                           |                  | 1:03    |  |
| 24.                                                       | "Axlerod Exposed"                           |                  | 2:22    |  |
| 25.                                                       | "The Radiator Springs Grand Prix"           |                  | 1:30    |  |
| Duração total:                                            | Duração total:                              | Duração total:   | 63:22   |  |

## Lançamento
Durante o verão de 2008, John Lasseter anunciou que Carros 2 seria lançado no verão de 2011, um ano antes da data de lançamento original de 2012. A data de lançamento nos Estados Unidos foi posteriormente confirmada como 24 de junho de 2011, com a data de lançamento no Reino Unido marcada para 22 de julho de 2011. A estreia mundial do filme aconteceu no El Capitan Theatre em Hollywood no dia 18 de junho daquele ano. Carros 2 foi lançado em 4.115 cinemas nos Estados Unidos e Canadá, estabelecendo um recorde para um filme com "classificação G" da MPAA e para a Pixar (sendo este último recorde superado por Brave no ano seguinte, com 4.164 cinemas). O filme foi apresentado em Disney Digital 3-D e IMAX 3D, bem como nos seus respectivos formatos tradicionais bidimensionais.
As sessões do filme nos cinemas foram acompanhadas do curta Hawaiian Vacation, do universo de Toy Story, dirigido por Gary Rydstrom.

## Recepção

### Desempenho comercial
Carros 2 arrecadou US$ 191,5 milhões nos Estados Unidos e Canadá e US$ 370,7 milhões em outros países, totalizando US$ 562,1 milhões em todo o mundo. Mundialmente, em seu fim de semana de estreia, arrecadou US$ 109 milhões, marcando o maior fim de semana de estreia para um título de animação daquele ano. No geral, Carros 2 se tornou o sétimo maior filme da Pixar em bilheteria mundial entre os doze lançados até então e foi o décimo filme de maior bilheteria de 2011.
Nos Estados Unidos, a animação arrecadou US$ 25,7 milhões em sua estreia na sexta-feira (24 de junho de 2011), marcando o segundo maior dia de estreia de um filme da Pixar, na época, depois dos US$ 41,1 milhões de Toy Story 3. Durante esse período, porém, foi o terceiro dia de estreia menos concorrido de um filme da Pixar, à frente apenas de Up e Ratatouille. Também marcou o sexto maior dia de estreia de um filme de animação. Em seu fim de semana de estreia como um todo, Carros 2 estreou em primeiro lugar, à frente de Green Lantern e Bad Teacher, com US$ 66,1 milhões arrecadados, marcando o maior fim de semana de abertura para um filme de animação de 2011, a sétima maior abertura para a Pixar, o oitavo maior entre os filmes lançados em junho e o quarto maior para um filme com "classificação G". Em seu segundo fim de semana, entretanto, o filme foi ultrapassado por Transformers: Dark of the Moon, caindo 60,3% em sua receita, arrecadando US$ 26,2 milhões. No final de sua exibição nos cinemas, Carros 2 se tornou o filme da Pixar de menor bilheteria doméstica desde A Bug's Life (1998), entre os primeiros doze filmes do estúdio.
Fora da América do Norte, arrecadou US$ 42,9 milhões durante seu primeiro fim de semana em 3.129 cinemas em dezoito países, liderando as bilheterias. Teve um desempenho especialmente bom na Rússia, onde arrecadou US$ 9,42 milhões, marcando o melhor fim de semana de estreia para um filme de animação da Disney ou Pixar e superando todas as vendagens de ingressos de Carros e Toy Story 3. No México, arrecadou US$ 8,24 milhões em seu primeiro fim de semana, enquanto no Brasil liderou as bilheterias com US$ 5,19 milhões (sendo US$ 7,08 milhões com prévias). O filme também estreou em primeiro lugar com US$ 5,16 milhões na Austrália, onde estreou simultaneamente com Kung Fu Panda 2 e superou-o. Foi o filme de maior bilheteria de 2011 na Lituânia (US$ 477.117) e Argentina (US$ 12 milhões), bem como a animação de maior bilheteria do ano na Estônia (US$ 442.707), Finlândia (US$ 3,2 milhões) e Noruega (US$ 5,8 milhões).

### Resposta da crítica
No site agregador de resenhas Rotten Tomatoes, 40% das 220 resenhas dos críticos são positivas, com uma classificação média de 5,50/10; o consenso do site diz: "Carros 2 é tão visualmente atraente quanto qualquer outra produção da Pixar, mas todo esse brilho não consegue disfarçar a narrativa enferrujada sob o capô". É o filme da Pixar com a classificação mais baixa no site até o momento e o único a receber uma certificação "podre". No Metacritic, que atribui uma pontuação média ponderada às resenhas dos críticos convencionais, o filme recebeu uma pontuação média de 57 de 100, com base em 38 críticos, indicando "críticas mistas ou médias". O público entrevistado pelo CinemaScore deu ao filme uma nota média "A−" em uma escala de "A+" a "F".
O jornal The New York Times declarou que "o filme original não foi recebido com um calor excepcional [...] mas a sequência gerou a primeira resposta verdadeiramente negativa da Pixar". Os críticos geralmente contestaram o protagonismo em Mate e sentiram que faltava calor e charme ao filme, ao mesmo tempo que sentiram que o filme foi feito como um "exercício de marketing direcionado" e que o mesmo era violento demais para receber uma "censura G". Ao comentar sobre o filme para o The Wall Street Journal, Joe Morgenstern escreveu: "Esta sequência frenética raramente vai além da mediocridade". O crítico da revista Entertainment Weekly, Owen Gleiberma, disse: "Carros 2 é um filme tão cheio de diversão que 'saiu dos trilhos'. O que diabos o talentoso diretor-magnata John Lasseter estava pensando? Ele achou mesmo que as crianças iriam captar alguma mensagem desse filme?". Embora Leonard Maltin, do site IndieWire, afirmasse que tinha "muito respeito pela Pixar e sua equipe criativa liderada por John Lasseter", ele disse que achou o enredo "confuso" e sentiu que a voz de Mate era irritante, dizendo: "eu preferiria ouvir um giz riscando um quadro negro do que passar duas horas conversando com Mate". Considerando as baixas críticas dadas à produção da Pixar, o crítico Kyle Smith do New York Post disse: "Os críticos do primeiro filme acharam que a Pixar não poderia fazer um filme mais ruim que Carros, mas Lasseter provou que eles estavam errados e decidiu fazer o terrível Carros 2".
Por outro lado, Peter Travers, da revista Rolling Stone, deu ao filme 3 ½ estrelas de quatro em sua crítica e disse que "a sequência é uma explosão de ação e diversão com um coração batendo sob o capô"; ele também elogiou seu "roteiro fluido" e o chamou de "vencedor". Roger Ebert foi o mais efusivo das críticas mais positivas, elogiando a canalização de Lasseter das brincadeiras infantis para o espírito e a escrita do filme: "Numa época em que alguns filmes de ação 'adultos' são implacavelmente superficiais e estúpidos, aqui está um filme com tanta complexidade que até os carros às vezes precisam fazer uma pausa e se explicar para si mesmos". Justin Chang, da Variety, comentou: "Este é um raríssimo caso onde a sequência não apenas melhora, mas justifica retroativamente o primeiro filme". Os espectadores do filme nos cinemas também deram a Carros 2 uma nota média "A−" durante uma pesquisa no CinemaScore, nota essa do mesmo nível médio que os outros títulos da Pixar.
Uma veia central de muitas críticas negativas foi a teoria de que a Walt Disney Company forçou a produção de Carros 2 na Pixar por ganância, a fim de impulsionar as vendas de merchandising. Lasseter negou veementemente essas alegações, que atribuiu a "pessoas que não conheciam os fatos, que julgaram o filme sem nenhum argumento". Alguns teorizaram que a crítica não era sobre o filme em si, mas mais sobre o foco ampliado da Pixar em fazer mais sequências do que filmes originais. O jornal The New York Times relatou que embora um filme com crítica negativa não fosse suficiente para prejudicar a Pixar "os comentários negativos afetou a moral do estúdio, que até então havia desfrutado de uma série ininterrupta e talvez sem precedentes de aclamação da crítica".

### Prêmios e indicações
Carros 2 se tornou o primeiro filme da história da Pixar a não ser indicado para nenhuma categoria do Óscar. É também o primeiro filme do estúdio a não ser indicado para o Oscar de melhor filme de animação desde que a categoria estreou nas cerimônias da Academia em 2001.
O filme foi indicado para o Globo de Ouro na categoria de Melhor filme de animação em 2012, perdendo o troféu para The Adventures of Tintin, de Steven Spielberg.
| premiação                         | Categoria                        | Vencedor/Nomeado | Resultado |
| --------------------------------- | -------------------------------- | ---------------- | --------- |
| British Academy Children's Awards | Filme favorito                   |                  | Indicado  |
| People's Choice Awards            | dublador de animação favorito    | Owen Wilson      | Indicado  |
| Globo de Ouro                     | Melhor filme animado             |                  | Indicado  |
| Annie Awards                      | Melhor filme animado             |                  | Indicado  |
| Annie Awards                      | Melhores efeitos de animação     | Jon Reisch       | Indicado  |
| Annie Awards                      | Melhores efeitos de animação     | Eric Froemling   | Indicado  |
| Annie Awards                      | Design de personagem de animação | Jay Shuster      | Indicado  |
| Annie Awards                      | Design de produção               | Harley Jessup    | Indicado  |
| Annie Awards                      | Produção de Storyboard           | Scott Morse      | Indicado  |
| Annie Awards                      | Edição de filme                  | Stephen Schaffer | Indicado  |
| Kids Choice Awards                | Filme animado favorito           |                  | Indicado  |
| Saturn Awards                     | Melhor filme animado             |                  | Indicado  |

## Legado

### Videogame
Um videogame baseado no filme foi desenvolvido pela Avalanche Software e publicado pela Disney Interactive Studios para as plataformas PlayStation 3, Xbox 360, Wii, PC e Nintendo DS em 21 de junho de 2011. A versão do jogo para PlayStation 3 foi desenvolvida para ser compatível com jogabilidade 3D estereoscópica. Uma versão para Nintendo 3DS foi lançada em 1 de novembro de 2011 e uma versão para PSP foi lançada em 8 de novembro de 2011.

### Sequência
Uma sequência, intitulada Carros 3, foi lançada em 16 de junho de 2017. Dirigido por Brian Fee, o filme se concentra em McQueen, agora um piloto veterano, que após ser ofuscado por uma nova onda de novatos, recebe ajuda de um jovem carro de corrida, Cruz Ramirez, para instruí-lo no mundo cada vez mais tecnológico e derrotar o novo rival Jackson Storm. Foi recebido mais positivamente pela crítica do que seu antecessor e também se tornou um sucesso comercial, embora tenha se tornado o filme de menor bilheteria da franquia Carros com um pouco mais de 383 milhões de dólares arrecadados nos cinemas.